# .ga
.ga – domena internetowa przypisana od roku 1994 do Gabonu i administrowana przez Gabon Telecom.

## Domeny drugiego poziomu
- Md.ga - Trademark
- Presse.ga - Prasa
- Gouv.ga lub . go.ga - rządowe
- Org.ga lub . or.ga - organizacje międzynarodowe
- com.ga lub co.ga. - organizacje komercyjne
- Edu.ga , . ed.ga lub ac.ga - szkoły, uniwersytety, akademie
- net.ga - organizacje związane z siecią
- Aéroport.ga - Lotniska
- int.ga - organizacje międzynarodowe

## Nazwy niekonwencjonalne
- amb- nazwa . ga - ambasady
- ch- nazwa . ga lub chu- nazwa . ga - szpitale
- OT- nazwa . ga - biura turystyczne
- univ- nazwa . ga - uczelnie
- CCI- nazwa . ga - Companies House
- mairie- nazwa . ga - ratusze